# HD 30856
HD 30856は、エリダヌス座の方角におよそ430光年の距離にある恒星である。その周囲には、1つの太陽系外惑星が発見されている。

## 特徴
HD 30856は、見かけの等級が7.91で、橙色に輝く巨星である。スペクトル型はK0 IIIと分類され、質量と半径はそれぞれ太陽の1.17倍、4.4倍、表面温度は4,895ケルビンと推定され、光度は太陽の10倍ほどになる。年齢はおよそ38億年とみられる。
ケックII望遠鏡の補償光学を用いた観測により、HD 30856の東南東、約0.8秒離れた位置に、1つの恒星HD 30856 Bが発見された。HD 30856 BはHD 30856 (A) と固有運動が共通していることから、HD 30856は連星であると考えられる。

## 惑星系
2011年、ケック天文台における視線速度法の観測から、HD 30856 (A) の周りに1つの系外惑星が存在する、と報告された。この惑星HD 30856 bは、質量が木星の1.5倍以上ある巨大ガス惑星とみられ、母星から1.85au程の距離を、およそ850日の周期で公転している。
| 名称 （恒星に近い順） | 質量       | 軌道長半径 （天文単位） | 公転周期 (日)    | 軌道離心率    | 軌道傾斜角 | 半径     |
| --------------------- | ---------- | ----------------------- | ---------------- | ------------- | ---------- | -------- |
| b (Nakanbé)           | > 1.547 MJ | 1.85                    | 847.468 ± 19.811 | 0.061 ± 0.058 | —          | 1.228 RJ |

## 名称
2019年、世界中の全ての国または地域に1つの系外惑星系を命名する機会を提供する「IAU100 Name ExoWorldsプロジェクト」において、HD 30856とHD 30856 bはブルキナファソに割り当てられる系外惑星系となった。このプロジェクトは、「国際天文学連合100周年事業」の一環として計画されたイベントの1つで、ブルキナファソ国内での選考、国際天文学連合 (IAU) への提案を経て、太陽系外惑星とその母星に固有名が承認されるものであった。2019年12月17日、IAUから最終結果が公表され、HD 30856はMouhoun、HD 30856 bはNakanbéと命名された。Mouhoun（ムウン）は、ブルキナファソ最大の川で、ブルキナファソ西部の社会において重要な役割を果たす黒ヴォルタの現地での呼び名。Nakanbé（ナカンベ）は、ブルキナファソ第二の川で、サヘル地帯に源流を持つ白ヴォルタの現地での呼び名である。